# 阿莱克修斯·斯特拉特戈普洛斯
阿莱克修斯·科穆宁·斯特拉特戈普洛斯（希臘語：Ἀλέξιος Κομνηνὸς Στρατηγόπουλος）是拜占庭帝国的一位贵族将领，曾获得“大家内官”与“凯撒（希臘語：Καῖσαρ）”头衔。他是科穆宁家族的远亲，13世纪50年代在历史记载中出现时已成年，他先是率尼西亚帝国军队与伊庇鲁斯政权作战，后招致皇帝塞奥多利二世（1254-1258年在位）的不满而被囚禁，他后来投靠贵族米海尔·巴列奥略，在1258年塞奥多利二世死后帮助他夺得皇位。1259年他参与了佩拉戈尼亚战役，之后率军占领伊庇鲁斯，但次年局势逆转，他又被伊庇鲁斯军俘虏。被释放后几个月，他率领一支军队“偶然地”自拉丁帝国手中重夺君士坦丁堡，使得皇帝能够还于旧都，恢复拜占庭帝国。次年他又被伊庇鲁斯军俘虏，作为囚犯在意大利度过了几年后被释放。13世纪70年代初，他不再参与政治事务，不久后去世。

## 出身与家族

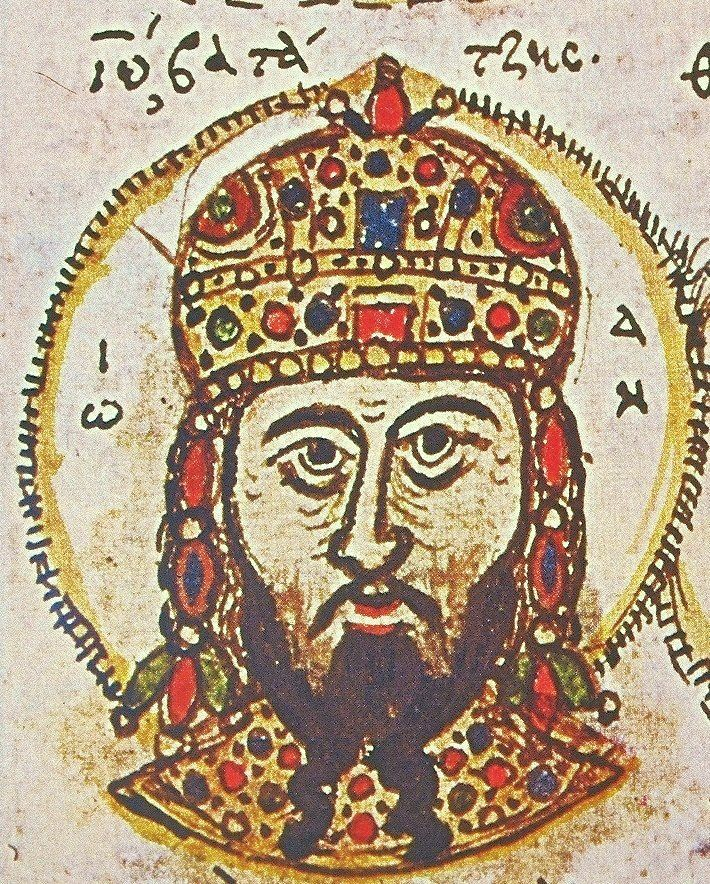
皇帝约翰三世像，阿莱克修斯·斯特拉特戈普洛斯在他手下开启了军事生涯，并与他的兄弟结成亲家

没有关于阿莱克修斯·斯特拉特戈普洛斯早年生活的史料，也不清楚他的父母是谁，但可以确定的是他属于贵族出身：斯特拉特戈普洛斯家族在11、12世纪就已出现，约1216年，约翰·斯特拉特戈普洛斯（希臘語：Ἰωάννης Στρατηγόπουλος）曾担任尼西亚帝国的“大书记（即首相）”，但不清楚他与阿莱克修斯具体是什么样的亲戚关系。斯特拉特戈普洛斯家族与享有盛名的科穆宁家族有所关系，阿莱克修斯的一枚约1255年的官印上有文字：“出自科穆宁家族的阿莱克修斯·斯特拉特戈普洛斯”。
两份晚期的史料，15世纪的牧首根纳季乌斯二世的记载和16世纪的伪斯弗兰齐斯的著作称他是“凯撒”尼基弗罗斯·梅利塞诺斯和阿莱克修斯一世（1081-1118年在位）的姐妹优多基娅·科穆宁娜（希臘語：Εὐδοκία Κομνηνή）的后裔（具体来说是他们的孩子约翰·科穆宁的后代）。伪斯弗兰齐斯指出，阿莱克修斯·斯特拉特戈普洛斯属于约翰·科穆宁的曾（外）孙辈，他的族姓“斯特拉特戈普洛斯”则源自他的祖父阿莱克修斯的妻子；根纳季乌斯二世则认为约翰·科穆宁是他的高祖父，“斯特拉特戈普洛斯（意为：“小将军”）”则是尼西亚皇帝约翰三世（1222-1254年在位）给他的父亲狄奥多修斯（希臘語：Θεοδόσιος）起的绰号（因其军事才能）。
他的出生时间同样未知，但他在1258年已被称为“老人”，所以他应该出生于12、13世纪之交。关于他的家人，已知他有一个儿子，名叫君士坦丁（希臘語：Κωνσταντῖνος），据乔治·帕希梅莱斯记载，与约翰三世之兄弟，“至尊者”伊萨克·杜卡斯·瓦塔采斯之女结婚。

## 早期生涯

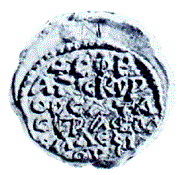
阿莱克修斯·斯特拉特戈普洛斯的铅印

1252-53年，阿莱克修斯·斯特拉特戈普洛斯第一次在史料中出现。当时正值约翰三世在位，阿莱克修斯被派去劫掠尼西亚帝国的希腊对手伊庇鲁斯政权控制下的奥斯特罗沃湖周边地区。1254年，他驻扎在马其顿塞雷，次年，他与“大居官表首位者”君士坦丁·托尔尼基奧斯参与了进攻位于罗多彼山脉西部的采皮纳要塞的战役，以遭遇重大损失收场。同时代的史家乔治·阿克罗波利特斯将其归咎于两位指挥官的无能，未能探知对面的保加利亚军队的实力，结果军队因风声鹤唳而溃散，装备和马匹“都归了保加利亚的牧羊人与猪倌”。这次失败使得塞奥多利二世（1254-1258年在位）皇帝震怒，二人被解职。另外，可能是由于阿莱克修斯与大贵族米海尔·巴列奥略派系关系亲近，他的儿子君士坦丁被指控叛国并被致盲，阿莱克修斯自己随后也被监禁。
阿莱克修斯可能于1258年8月塞奥多利二世死后被释放。他与其他贵族家族领袖一起，参与了8月25日米海尔·巴列奥略对摄政乔治·穆扎隆的政变，事成之后，米海尔成为塞奥多利二世幼子约翰四世的摄政。同年，他作为米海尔之弟，“大家内官”约翰·巴列奥略的部将，随军前往马其顿，对抗伊庇鲁斯政权。米海尔随后于1259年初称帝，称米海尔八世，约翰·巴列奥略被升为“至尊者”，阿莱克修斯则接替他的“大家内官”职务。1259年他参与了佩拉戈尼亚战役，在此战中，尼西亚军队决定性地击败了伊庇鲁斯-西西里-亚该亚联军，他与尼基弗罗斯·里姆普萨斯（希臘語：Νικηφόρος Ῥιμψᾶς）一同俘虏了西西里国王曼弗雷迪送来支援伊庇鲁斯的400名骑兵。
这次胜利之后，约翰·巴列奥略进攻色萨利，而阿莱克修斯和约翰·拉乌尔·佩特拉利法斯则负责进攻伊庇鲁斯本土。他们领军翻过品都斯山脉，留下部分兵力围攻约阿尼纳，并继续前进，占领了伊庇鲁斯首都阿尔塔，迫使其君米海尔二世逃到凯法利尼亚岛。一批被关押在阿尔塔的尼西亚俘虏被释放，其中包括史家乔治·阿克罗波利特斯，因为这些胜利，阿莱克修斯被提升为“凯撒（希臘語：Καῖσαρ）”。但在第二年，尼西亚帝国的战果化为乌有：米海尔二世与他的儿子们借助意大利雇佣军在阿尔塔登陆，城中居民很快投靠他们，伊庇鲁斯军队与阿莱克修斯的军队在纳夫帕克托斯附近的特里科尔丰（希臘語：Τρίκορφον）隘口交战，尼西亚军队战败，阿莱克修斯被俘。

## 恢复君士坦丁堡

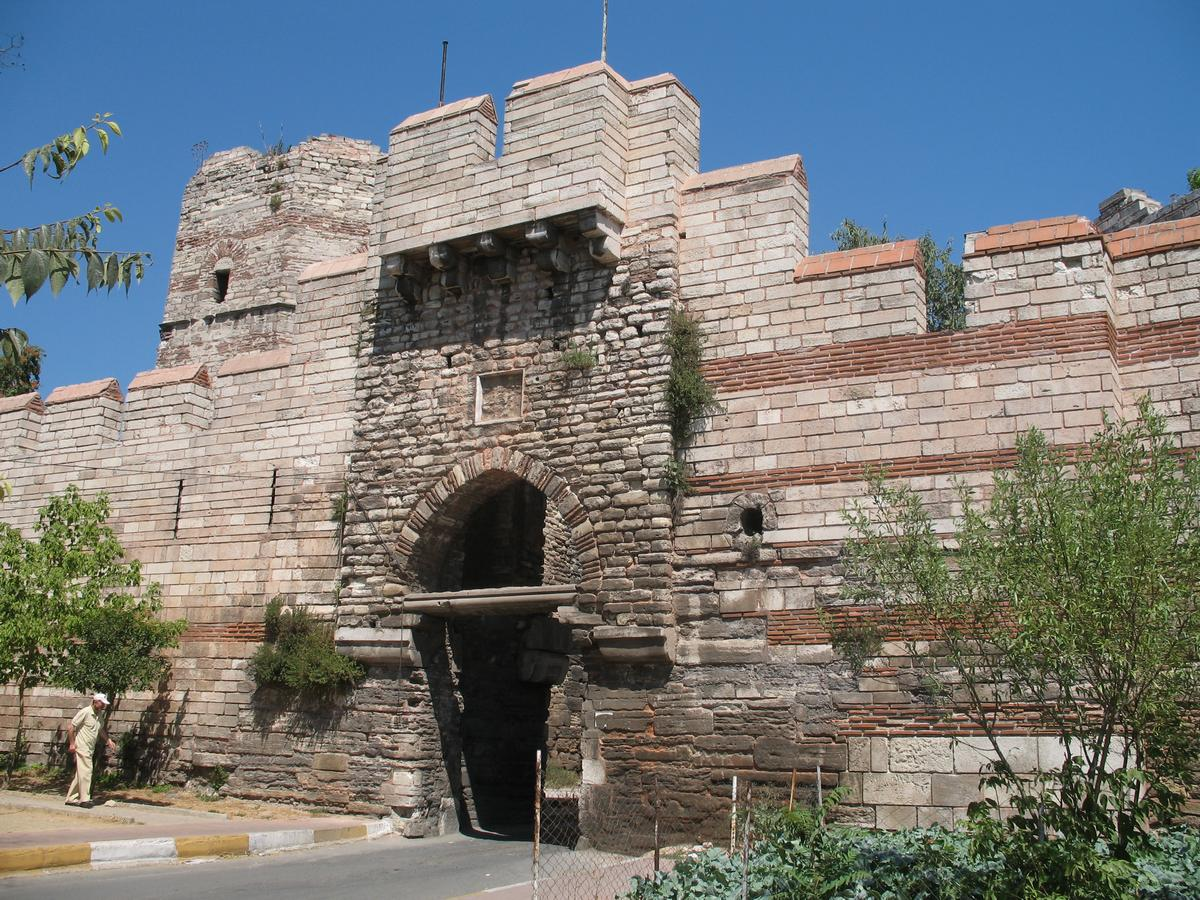
君士坦丁堡的泉水之门（Πύλη τῆς Πηγῆς），1261年7月25日，阿莱克修斯率军从这座城门入城

尽管遭遇了一些失败，但佩拉戈尼亚的胜利仍使得米海尔八世能够相对自由地追求他渴望的“战利品”——拜占庭帝国的旧都君士坦丁堡。自1204年第四次十字军东征以来，这座城市就被拉丁帝国控制。为了实现目标，1261年3月米海尔八世与热那亚共和国签订条约，7月，一年前进攻君士坦丁堡失败后签订的休战条约到期，刚刚被伊庇鲁斯释放的阿莱克修斯·斯特拉特戈普洛斯奉皇帝之命率800人的小部队前往监视保加利亚的动向并探查拉丁人防御的虚实。
这支部队抵达距君士坦丁堡48公里的塞利姆布里亚（今锡利夫里）时，他们从当地的自耕农们（希臘語：θεληματάριοι）那里得知城内的拉丁人军队和威尼斯舰队都已出发突袭尼西亚帝国的达芙努西亚岛（希臘語：Δαφνουσία，今凯夫肯岛）。阿莱克修斯一开始犹豫是否要利用这一良机，因为如果拉丁人及时赶回，他的小股部队无力抵挡，而且进攻君士坦丁堡也违背了皇帝给他的任务，但他最终还是决定不能浪费这一金子般的机遇。
1261年7月24日夜，阿莱克修斯与他的部队抵达君士坦丁堡城墙之下，并在城外靠近泉水之门的泉水诞神女修道院中隐蔽。他派出一小批人，在当地农民的带领下通过一条密道进入城中，然后他们从里侧出其不意地攻击城门守卫，成功打开城门，让余下的部队进城。拉丁人完全没有料到会有敌军进攻，短暂战斗后，尼西亚军就控制了城墙，消息传来后，自拉丁皇帝鲍德温二世以下，所有拉丁人都逃向金角湾的港口，希望能坐船逃离，阿莱克修斯的手下则沿着海岸在威尼斯人的建筑中纵火，以阻止敌军登陆。这时威尼斯舰队返回，得以将许多拉丁人疏散到拉丁人占领的希腊地区，包括鲍德温二世，但他们自此永远失去了君士坦丁堡。收复君士坦丁堡标志着拜占庭帝国的恢复，8月15日，皇帝米海尔八世在圣母安息节之日举行仪式，进入君士坦丁堡，并在圣索菲亚大教堂加冕，而幼君约翰四世则被致盲并囚禁。
阿莱克修斯则获准在君士坦丁堡举行凯旋式，他的名字与皇帝和牧首并列，在教会中被称颂了一年。

## 晚年生活与死亡
收复君堡给阿莱克修斯·斯特拉特戈普洛斯带来了荣誉与名望，1262年他受命率军再次对抗伊庇鲁斯，然而他再次战败，被尼基弗鲁斯一世俘虏，并被送到西西里国王曼弗雷迪处囚禁。1265年，拜占庭帝国以约翰三世的遗孀霍亨施陶芬的安娜为交换，赎回了阿莱克修斯。1270年，一份文件证实了他为沃洛斯附近的马克里尼蒂萨修道院提供了捐赠，他死于1271-1275年之间的某一时间，很可能在君士坦丁堡去世。

## 引用
1. ↑  Macrides 2007，p.253 note 12.
2. ↑  Vougiouklaki 2003，Note 2.
3. ↑  . Prosopography of the Byzantine World.   [4 December 2013]. （原始内容存档于5 October 2018）.
4. ↑  Vougiouklaki 2003，Note 1.
5. ↑  Varzos 1984，第84, 175–176, 306–307頁.
6. 1 2 3 4 5 6 7 8 9  PLP，26894.Στρατηγόπουλος, Ἀλέξιος Κομνηνός.
7. ↑  Vougiouklaki 2003，Chapter 1.
8. ↑  Macrides 2007，p.341 note 7.
9. 1 2  Vougiouklaki 2003，Chapter 2.1.
10. ↑  Macrides 2007，第286-288頁.
11. ↑  Macrides 2007，第298, 339,341頁.
12. 1 2 3 4 5  Vougiouklaki 2003，chapter 2.2.
13. ↑  Macrides 2007，第347頁.
14. ↑  Bartusis 1997，第37-38頁.
15. ↑  Macrides 2007，第357-361頁.
16. 1 2  Nicol 1993，第32頁.
17. ↑  Macrides 2007，第365-366頁.
18. ↑  Bartusis 1997，第39-40頁.
19. ↑  Nicol 1993，第33-35頁.
20. ↑  Bartusis 1997，第40頁.
21. 1 2  Bartusis 1997，第41頁.
22. 1 2  Nicol 1993，第35頁.
23. ↑  Nicol 1993，第36-37頁.
24. ↑  Macrides 2007，p.388 note 9.
25. ↑  Bartusis 1997，第48頁.